# Arvid Mörne
Arvid Mörne (ur. 6 maja 1876 w Kuopio, zm. 15 czerwca 1946 w Kauniainen) – fiński pisarz szwedzkojęzyczny.
W 1897 ukończył studia na Wydziale Literatury i Historii Uniwersytetu w Helsinkach. W swojej twórczości poetyckiej wyrażał sprzeciw wobec przejawów antyhumanizmu. Walczył o prawa szwedzkiej mniejszości narodowej w Finlandii. Jego ważniejsze dzieła to zbiory poezji Rytm och rim (Rytm i rym, 1899), Ny tid (Nowy czas, 1903) i powieść Ett liv (Jedno życie, 1925). Pisał także opowiadania i prace o historii literatury. Cztery razy (w 1936, 1945 i dwukrotnie w 1946) był nominowany do literackiej Nagrody Nobla.